# Valentina Serova (compositrice)
Pour les articles homonymes, voir Serova.
Valentina Semionovna Serova (Валентина Семёновна Серова), née Bergmann en 1846 à Moscou et morte avant le 26 juin 1924 à Moscou, est une compositrice russe qui fut également critique de musique. Elle était l'épouse du compositeur Alexandre Serov et la mère du peintre Valentin Serov.

## Biographie
Elle descend d'une famille de juifs convertis à l'orthodoxie. Son père Semion Yakovlevitch Bergmann et sa mère, née Augustina Gudsohn (née à Hambourg), s'occupent d'un petit commerce de produits coloniaux. Elle a un frère, Alexandre, et deux sœurs, Adélaïde et Sophie. Elle reçoit une éducation soignée, mais ses parents sont rétifs à la musique. La jeune fille quant à elle possède l'oreille absolue et aime improviser. Elle envoyée comme pianiste boursière par la Société musicale de Moscou au conservatoire de Saint-Pétersbourg, mais ne s'entend pas avec Anton Rubinstein. Finalement, elle prend des leçons avec Alexandre Serov. Ils se marient très vite en 1863. Elle a dix-sept ans, il en a quarante-trois. Elle donne naissance en 1865 à Valentin, futur peintre.
Alexandre et Valentina Serov éditent à partir de 1867 le journal Musique et Théâtre, mais il cesse de paraître au bout d'un an. Elle se fait connaître comme critique musicale et compose de petites pièces. Elle fait la connaissance en Russie et à l'étranger de Tourgueniev, Pauline Viardot, Tolstoï, Wagner, Liszt, etc. La famille tisse des liens d'amitié durables avec le peintre Ilia Répine qui aide plus tard à la carrière de leur fils. Alexandre Serov meurt d'un infarctus le 1er février 1871. Après la mort de son mari, elle vit à Munich et à Paris.
Valentina Serova, avec son jeune fils de six ans, continue sa carrière musicale de pianiste, édite l'œuvre de son mari (dont l'opéra Judith) et fréquente de nombreux artistes, comme le sculpteur Mark Antokolski ou Fiodor Chaliapine, mais aussi des mécènes fortunés, comme Savva Mamontov ou bien la mère de Mikhaïl Morozov et plus tard sa femme Margarita Morozova. C'est elle qui termine (elle compose l'acte V) et met en forme l'opéra de son défunt mari, Le Pouvoir de l'ennemi, dont la première a lieu en avril 1871, mais cette œuvre ne remporte pas les faveurs du public. Ensuite, elle compose elle-même des œuvres plus importantes, comme l'opéra Uriel Acosta (1885) donné au Bolchoï. Elle avait soumis auparavant la partition à Tchaïkovsky, lui demandant des conseils en harmonie, mais le compositeur, qui y avait relevé des fautes, l'adressa à Anton Arenski.
Son deuxième opéra, Marie d'Orval, n'a jamais été monté sur scène et sa partition a disparu. Le troisième, Ilia Mouromets, a été joué à Moscou en 1899 avec Chaliapine dans le rôle-titre. Son quatrième opéra a disparu.
Elle épouse en 1876 un jeune médecin, Nemtchinov, qu'elle avait connu autrefois comme répétiteur des fils de Savva Mamontov à Abramtsevo. De cette union naîtront un fils et une fille. Le ménage est installé à Kiev, mais Nemtchinov meurt du typhus quelques années plus tard. Elle retourne à Moscou.
Valentina Serova avait des opinions anti-monarchistes et une sensibilité de gauche qu'elle ne cachait pas dans les salons de ses amis fortunés. Ses activités étaient connues de la police impériale. Elle a laissé des articles de critique musicale et des Mémoires, où elle raconte ses rencontres avec les artistes de son époque.